# Kaşıçalıklar, Ağaçören
Kaşıçalık là một xã thuộc huyện Ağaçören, tỉnh Aksaray, Thổ Nhĩ Kỳ. Dân số thời điểm năm 2010 là 55 người.